# DX-Nikkor

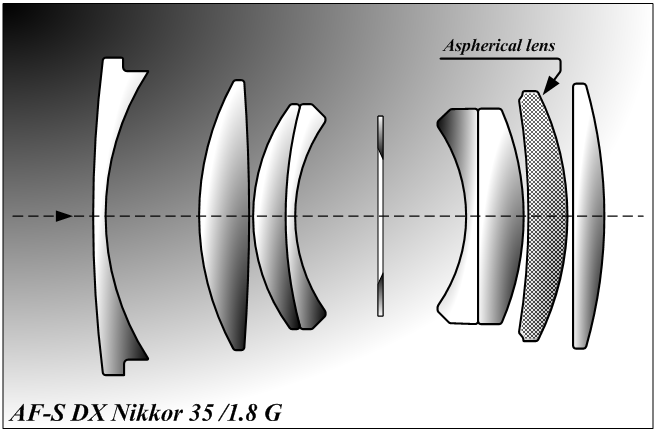
Aufbau des Objektivs AF-S DX Nikkor 35/1.8 G

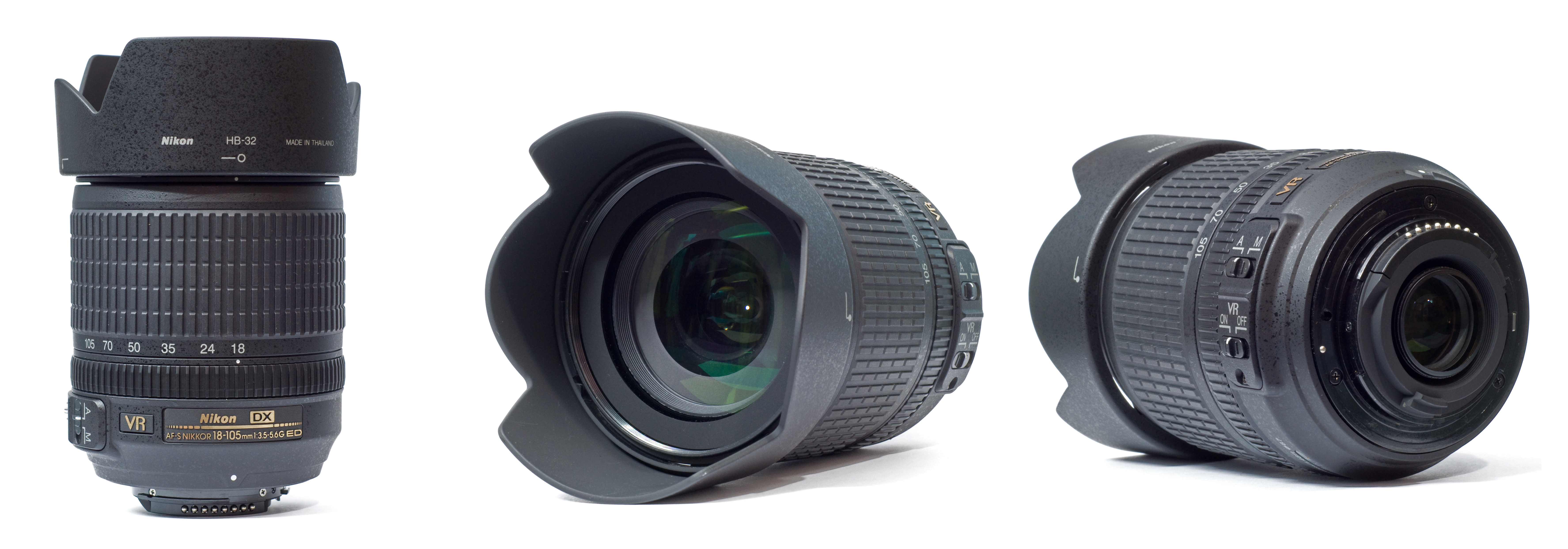
Objektiv AF-S DX Nikkor 18-105mm f/3.5-5.6G ED VR in verschiedenen Ansichten

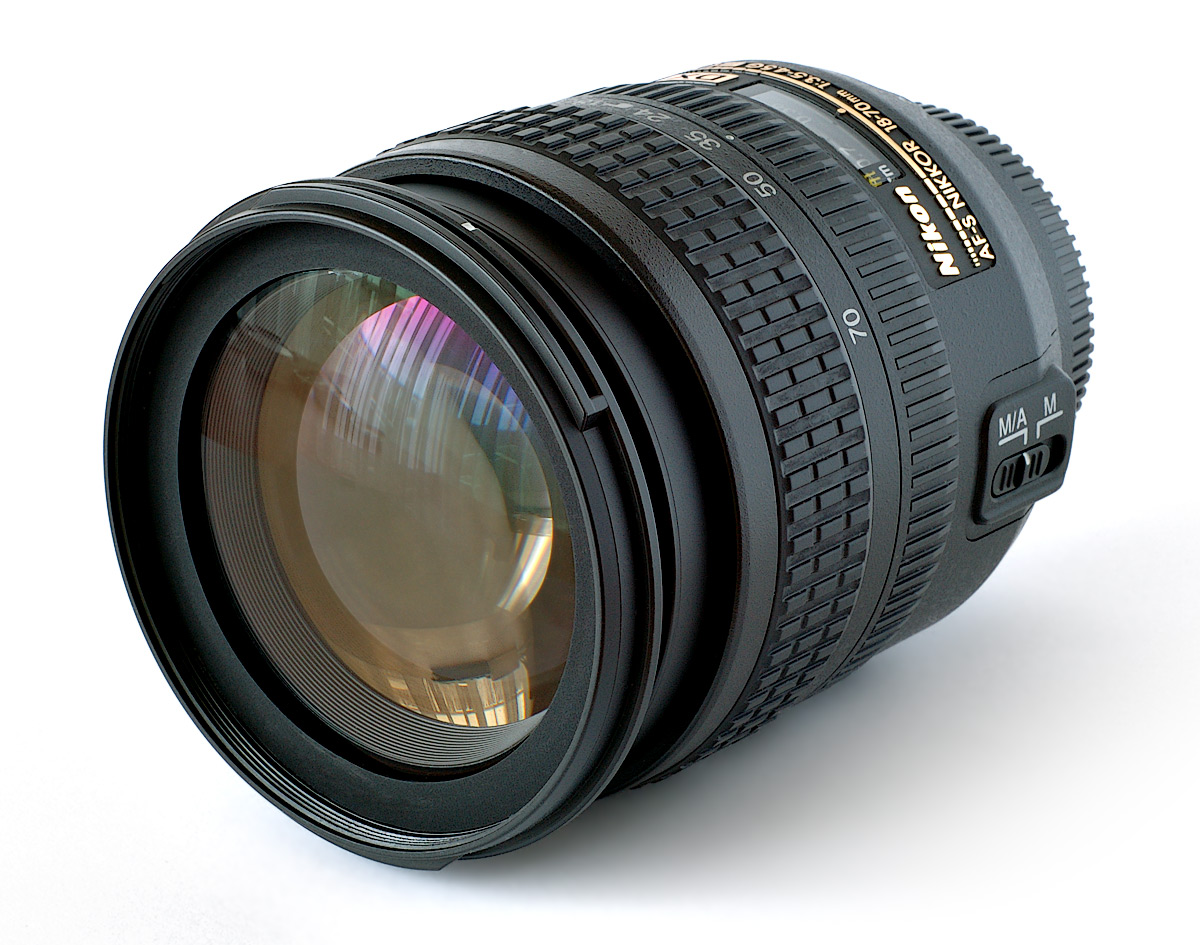
Objektiv AF-S DX Zoom-Nikkor 18–70 mm 1:3,5–4,5G IF-ED

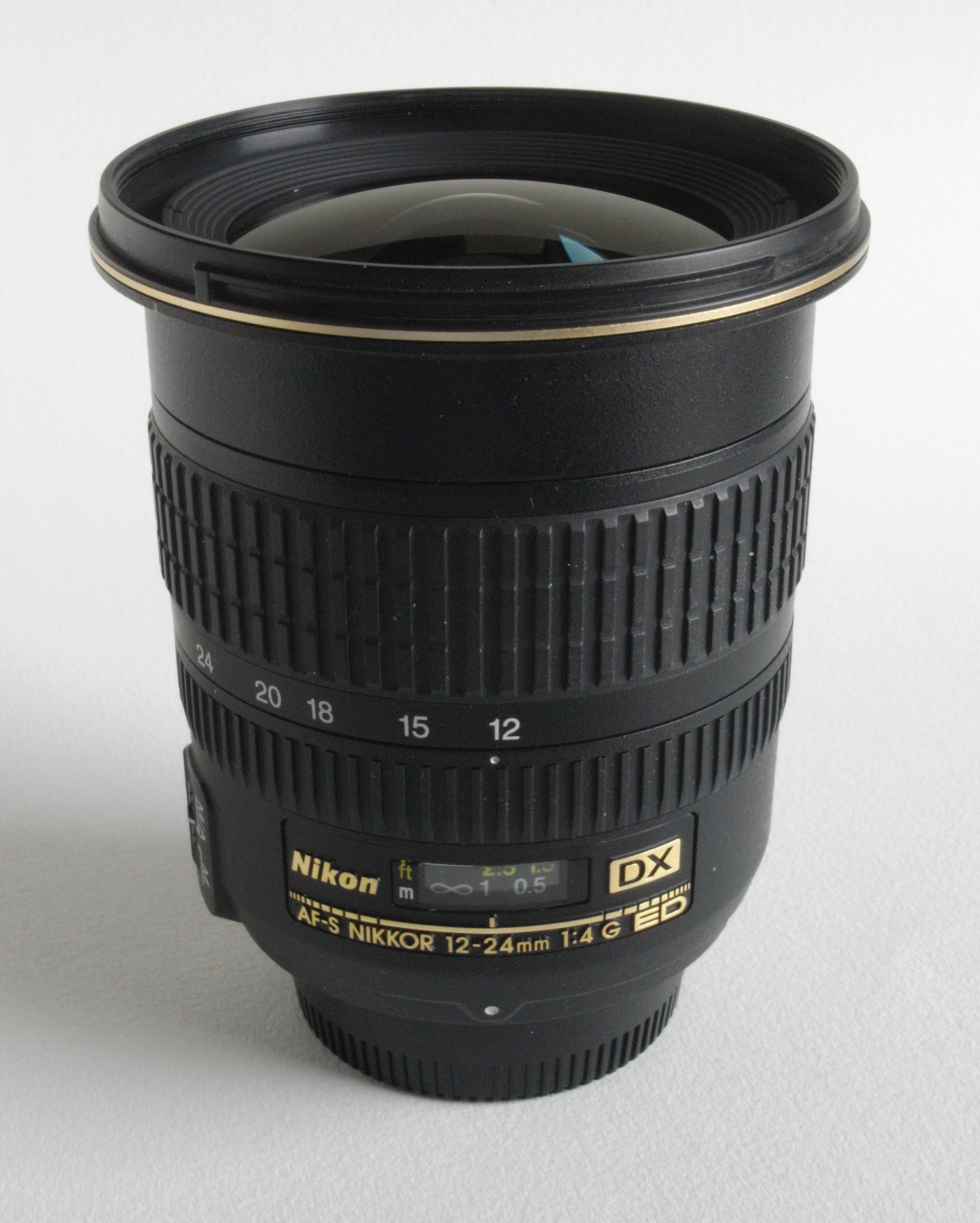
Objektiv AF-S DX Zoom-Nikkor 12–24 mm 1:4G IF-ED, eines der DX-Objektive mit asphärischen Linsen

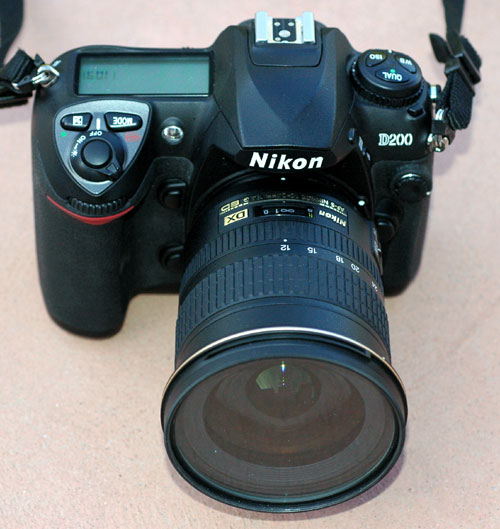
Kameramodell Nikon D200 mit Objektiv AF-S DX Zoom-Nikkor 12–24 mm 1:4G IF-ED

DX-Nikkor ist eine Typbezeichnung für Objektive des japanischen Herstellers Nikon. Sie sind speziell für einige hauseigene digitale Spiegelreflexkameras entwickelt worden und auf die in diesen Kameras verwendeten Bildsensoren der ungefähren Größe 24 mm × 16 mm (Herstellerbezeichnung DX-Format) angepasst. Als Objektivanschluss besitzen alle ein F-Bajonett.

## Technische Merkmale
Mit Ausnahme des AF DX Fisheye-Nikkor 10,5 mm 1:2,8G ED sind alle DX-Nikkor-Objektive gleichzeitig AF-S-Nikkore mit Ultraschallmotor. Sie können daher auch an anderen digitalen Spiegelreflexkameras des Herstellers, die keinen eigenen Fokussiermotor mehr aufweisen, im Autofokus-Modus verwendet werden.
Die genaue Bezeichnung des Standardobjektivs AF-S DX Zoom-Nikkor 18–70 mm 1:3,5–4,5G IF-ED schlüsselt sich wie folgt auf:
- AF-S – Autofokus mit Ultraschallmotor (besonders schnell und leise)
- DX – wie in diesem Artikel beschrieben
- Zoom – siehe Zoomobjektiv
- Nikkor – Markenname der Nikon-Objektive
- 18–70 mm – Brennweitenbereich (Weitwinkel bis mittleres Tele, entsprechend 27–105 mm bei Kleinbild)
- 1:3,5–4,5 – Blendenzahl, maximale Lichtstärke bei 18 bzw. 70 mm
- G – die Blendeneinstellung wird an der Kamera vorgenommen. Das Objektiv hat daher keinen Blendenring mehr.
- IF – Innenfokussierung, die Baulänge des Objektivs verändert sich beim Scharfstellen nicht
- ED – Extra-low-Dispersion-Glas. Reduziert die Chromatische Aberration (Farbsäume)

Einige neuere Objektive enthalten zusätzlich die Kennzeichnung VR oder VRII. Hierbei handelt es sich um Objektive mit zusätzlichem Bildstabilisator zur Vermeidung oder Verringerung von Verwacklungsunschärfe. Neuere Objektive enthalten teils auch spezielle Linsen mit „Nanokristallvergütung“, die Reflexionen zwischen verschiedenen Linsenelementen fast völlig unterdrücken soll. Im optischen Aufbau mancher Objektive befinden sich asphärische Linsen.

## Abgrenzung
Aufgrund des kleineren Bildkreises der DX-Objektive ergeben sich bei Kleinbildkameras mit Vollformatsensor Einschränkungen, da sich im Vollformatsensor-Modus eine starke Vignettierung ergibt. Beispielsweise bei der Nikon D3 führt dies zu einer nutzbaren Auflösung von 5,1 Megapixel (anstatt 12,1 Megapixel), bei der Nikon D800 ergibt sich im Crop-Modus (DX-Mode) eine nutzbare Auflösung von 15 Megapixel (anstatt 36,3 Megapixel).

## Liste der Objektive
Der Hersteller produzierte bisher (Stand 2014) folgende DX-Objektivtypen:
- AF DX Fisheye-Nikkor 10,5 mm 1:2,8G ED
- AF-S DX NIKKOR 10–24 mm 1:3,5–4,5G ED
- AF-S DX Zoom-Nikkor 12–24 mm 1:4G IF-ED
- AF-S DX NIKKOR 16–85 mm 1:3,5–5,6G ED VR
- AF-S DX Zoom-Nikkor 17–55 mm 1:2,8G IF-ED
- AF-S DX Zoom-NIKKOR 18–55 mm 1:3,5–5,6G ED II
- AF-S DX NIKKOR 18–55 mm 1:3,5–5,6G VR
- AF-S DX NIKKOR 18–55 mm 1:3,5–5,6G VR II
- AF-S DX NIKKOR 18–70 mm 1:3.5–4.5G ED
- AF-S DX NIKKOR 18–105 mm 1:3,5–5,6G ED VR
- AF-S DX NIKKOR 18–140 mm 1:3,5–5,6G ED VR
- AF-S DX NIKKOR 18–200 mm 1:3,5–5,6G ED VR II
- AF-S DX NIKKOR 18–300 mm 1:3,5–5,6G ED VR
- AF-S DX NIKKOR 18–300 mm 1:3,5–6,3G ED VR
- Festbrennweite: AF-S DX NIKKOR 35 mm 1:1,8G
- AF-S DX Zoom-Nikkor 55–200 mm 1:4–5,6G ED
- AF-S DX NIKKOR 55–200 mm 1:4–5,6G ED VR II
- AF-S DX VR Zoom-Nikkor 55–200 mm 1:4–5,6G IF-ED
- AF-S DX NIKKOR 55–300 mm 1:4,5–5,6G ED VR

Makro-Objektive:
- Festbrennweite: AF-S DX Micro-NIKKOR 40 mm 1:2,8G
- Festbrennweite: AF-S DX Micro NIKKOR 85 mm 1:3,5G ED VR